# Andrew Dice Clay
Andrew Dice Clay (születési nevén Andrew Clay Silverstein, New York, 1957. szeptember 29.) amerikai színész, stand up komikus, zenész és producer. Az 1980-as években vált népszerűvé és hírhedtté az általa kitalált, alpári humorú "Diceman" karakterrel. Magyarországon a Ford Fairlane kalandjai című filmből ismert. 1990-ben ő volt az első humorista, aki két éjszakán keresztül telt házas előadást tartott a Madison Square Gardenben.
Szerepelt olyan filmekben mint Woody Allen "Blue Jasmine" című filmje, vagy a "Csillag születik". Színészi karrierje mellett továbbra is aktív stand up komikus. Saját magát alakította a Showtime "Dice" című sorozatában két évadon keresztül.

## Élete
Jacqueline és Fred Silverstein gyerekeként született, Brooklyn Sheepshead Bay nevű negyedében, és ott is nőtt fel. Zsidó származású. Egy nővére van. Apja bokszoló és ingatlanügynök volt.
Öt éves korában utánzásokkal szórakoztatta a családját, hét éves korában már dobolt. Clay a James Madison High School tanulója volt, tinédzser korában pedig a Catskill-hegyekben dobolt bármicvókon és esküvőkön, "Clay Silvers" néven. Mikor visszatért New York Citybe, megpróbált egy big bandet alapítani, de nem járt sikerrel. Utána továbbtanult, de kilépett, hogy humorista karriert folytasson. "Hőseinek" Elvis Presley-t, Fonzie-t (a Happy Days című sitcom egyik szereplőjét), John Travoltát és Sylvester Stallone-t tartja.
Stand-up karrierje 1978-ban kezdődött, amikor jelentkezett a Sheepshead Bay-beli Pips nevű comedy clubba. A rá következő héten a fő fellépő (headliner) volt, Andrew Clay néven. Főként parodizált és ekkor alkotta meg a "The Diceman" nevű karaktert, akit Jerry Lewis "A dilidoki" című filmjében való alakítása inspirált, vegyítve John Travolta Grease-beli szerepével. A szerepre való felkészülés elmondása szerint három hetet vett igénybe. A karakter népszerű lett, és eljutott vele olyan híres helyekre is, mint a The Improv, a Catch A Rising Star, és a Dangerfield's.

### 1980-as évek
1980-ban átköltözött Los Angelesbe, és a Mitzi Shore által üzemeltetett Comedy Store fellépője lett. Eleinte nem vonzotta a közönséget, az alpári stílusa és amiatt, hogy nem egyezett bele, hogy utána más fellépők is következzenek, általában késő este lépett fel, kevés részeg ember előtt. 1982-ben kapta első főszerepét a "Fűnyíró és Halloween" című komédiában. 1983-ban felvette a Dice nevet, magára véve a figuráját, innentől kezdve már nem parodizált, hanem a saját hősei alakításából formált meg egy egyedi karaktert. Először akkor lépett fel így, amikor egy fellépését lemondó komikus helyére kellett beugrania, de nem volt kész műsora, ezért improvizált.
Ezt követően feltűnt olyan sitcomokban, mint a MASH és a Diff'rent Strokes, illetve a nyolcvanas években kezdődött filmes karrierje is ("Megúszni a sulit", "Álmodj rózsaszínt", "Alkalom szüli a szexet"). 1986-tól 1988-ig szerepelt a "Crime Story" című tévésorozatban. Ezt követően kizárólag a Dice-karakterrel stand upolt.
A nagy áttörésre 1988-ban került sor, amikor fellépett a csak férfiakból álló Big Brother Association vacsoraestjén, ahol a szmokingba öltözött közönség között nagy feltűnést keltett bőrkabátjával, aminek a hátuljára a "Rock and Roll" feliratot varrták fel. Hatalmas sikert ért el és már másnap megkereste a 20th Century Fox egy filmajánlattal, és a producer Joel Silverrel meg is kezdődtek az ez irányú tárgyalások. Nem sokkal ezután fellépett Rodney Dangerfield klubjában New Yorkban, az estéről az HBO "Nothing Goes Right" címmel készített egy műsort, amellyel országosan is ismertté vált.
1989 januárjában levetítették a saját HBO különkiadását, "The Diceman Cometh" címmel, amely a tévében és a videotékákban is nagy siker lett. Ugyanebben az évben a Performance magazin olvasói az év humoristájának kiáltották ki. 1989 márciusában megjelent első nagylemeze ("Dice"), amely több, mint 500.000 példányban kelt el az Egyesült Államokban.
Az album továbbá a 89. helyre került a Billboard 200-as listán. Szeptemberben szerepelt az MTV Video Music Awards-on, ahol a csatorna kérése ellenére élő adásban előadta hírhedt számát, a "Lúdanyó meséi" mondókák trágár változatát. Az eset miatt az MTV örök életére kitiltotta őt a csatornáról, ezt a tiltást végül 2011-ben vonták vissza. Az év végén még fellépett a Dangerfield's-ben, amit előre nem harangozott be, és a műsora is javarészt improvizáció volt – ebből készült második, "The Day The Laughter Died" című lemeze, ami két hónap alatt 250 ezer példányban fogyott el.

### 1990-es évek
1990 februárjában ő lett az első fellépő a Madison Square Garden történetében, aki kétszer egymás után is teltházas estét csinált – körülbelül 38 ezer ember látta a produkciót. Májusban a Saturday Night Live-ban szerepelt, és ez nem volt botrányoktól mentes: a nyitómonológ során tüntetőket kellett eltávolítani a közönség soraiból, Nora Dunn pedig a szexista és homofób megjegyzésektől sem mentes show-jai miatt megtagadta, hogy szerepeljen az adásban. Noha az NBC, felkészülve a profanitásra, 5 másodperc késéssel sugározta a műsort, egy alkalommal mégsem sikerült kicenzúrázniuk, amikor Clay egy 15 éves lánnyal való szexre utalt. Az esetet követően Sinéad O'Connor énekesnő tiltakozásul lemondta a szereplését a műsorban.
Ugyanebben az évben kapta meg a Ford Fairlane kalandjai című film főszerepét,  amelyért 1991-ben elnyerte az Arany Málna-díjat.
1991-ben alapította meg saját cégét, Fleebin Dabble Productions néven. Áprilisban szerepelt a Penthouse címoldalán ezzel ő lett a második férfi George Burns után, akivel ez megtörtént. "Dice Rules" címmel megjelent egy film is az előző évi Madison Square Garden-es fellépéseiről, melyet botrányos tartalma miatt sok mozi nem is tűzött a műsorára, és a 20th Century Fox is elzárkózott a forgalmazástól, helyette a Seven Arts tette ezt meg. Ugyanebben az évben a még 1986-ban rögzített "One Night With Dice" is megjelent. Augusztusban teltházas fellépéste volt Salt Lake Cityben, ahol az ellentüntetők miatt rendőri közreműködést kellett kérni.
Hírhedtsége miatt egyre nagyobb nehézségekbe ütközött: az ABC, bár korábban megegyeztek, végül mégsem készítette el azt az egy órás televíziós drámát, amiben Clay lett volna a főszereplő. A szerződése miatt azonban 1993-ban máshol nem szerepelhetett, csak náluk. Júliusban "No Apologies" címmel fizetős tévés különkiadást csinált, amire 250 ezer ember fizetett be, ezzel ez lett az év legnépszerűbb nem-sportesemény fizetős tartalma. Eleinte szerepeltetni kívánta benne Joey Buttafuoco-t is, aki akkoriban arról lett hírhedt, hogy a kiskorú szeretője arcon lőtte a nejét, de az ügyvédek tanácsára elállt ettől. Abban az évben még egy fizetős műsort mutatott még be, "The Valentine Day's Massacre" címmel. 1994-ben újabb tévés szerepeket kapott.
1995-ben az HBO vetítette "Assume The Position" című estjét. Ebben az évben szerződött le a CBS-szel, és főszerepet kapott a "Bless This House" című szitkomban, miközben a Diceman karaktert fokozatosan kezdte elengedni, és stand up műsorai is inkább szóltak a családi életéről, habár a megszokott csípős stílusban.
1998-ban a weboldalán jelentette meg a "Filth" című tripla albumot, valamint a new york-i "Opie and Anthony" című rádióműsor állandó szereplője lett.

### 2000-es évek
2000-ben mutatták be az "I'm Over Here Now" és a "Banned For Life" című műsorait, valamint ekkor jelent meg a "Face Down, Ass Up" című lemeze. Mindezeket egy országos turnéval népszerűsítette, melynek keretén belül újra ellátogatott a Madison Square Gardenbe.
2005-ben a Sirius XM-en indult el saját műsora, az "Out of Cage". Hosszú idő után a VH1-on próbálkozott a visszatéréssel a "Dice: Undisputed" című valóságshowban, ami mindössze hét adást élt meg. 2009-ben szerepelt "Az álommeló" című műsor amerikai, celebeknek szóló változatában, ahol már rögtön az első körben kiesett, miután Donald Trump füle hallatára közölte, hogy ő kiszállna, és Donny Trumpnak nevezte őt. A The Howard Stern Showban később elmesélte, hogy a műsorból kivágták azokat a részeket, amiben Trump sértegette őt a korábbi stand up rutinjai miatt.

### 2010-es évek
2011-ben szerepelt a Törtetők utolsó évadában, később pedig a sorozat alapján készült filmben is. Szerepelt továbbá a "Nevelésből elégséges" egyik epizódjában is. 2012-ben szerepelt a The Joe Rogan Experience podcastben, fellépett a The Bamboozle fesztiválon, továbbá decemberben "Indestructible" címmel bemutatta a Showtime csatorna a legújabb estjét.
2013 és 2015 között Rollin' with Dice and Wheels...The Podcast címmel podcastet csinált Michael Wheels-szel közösen. Ugyancsak 2013-ban szerepet kapott a Blue Jasmine című filmben, 2014-ben pedig megjelentette "The Filthy Truth" címmel az első könyvét. 2015-ben a Showtime-on futó The Blue Show házigazdája lett. 2016-ban szerepet kapott az egy évadot megélt HBO-sorozatban, a "Bakelit"-ben.
2017-ben ő és felesége szerepeltek a FOX "My Kitchen Rules" című főzőműsorában. 2018-ban új podcastet indított I'm Ova Hea' Now címmel, emellett főszerepet kapott a "Csillag születik" című filmben, amit a kritika is jól fogadott.

## Magánélete
Háromszor nősült. 1984-től 1986-ig Kathy Swanson volt a felesége. 1992-től 2002-ig Kathleen "Trini" Monica férje volt. Két fiuk született, Maxwell Lee és Dillon Scott. Max is stand-upos lett, és időnként apja előtt lép fel. Clay harmadik házassága Valerie Vasquezzel volt, 2010-től 2014-ig. Nyolc évnyi kapcsolatban élt volt menyasszonyával, Eleanor Kerrigan humoristával.
2017 novemberében sztentet ültettek be neki egy elzáródott artéria miatt. 2021 augusztusában Bell-parézissal diagnosztizálták (féloldali arcidegbénulás), mely állapot csak ideiglenesnek volt mondható, és a fellépéseit minden további nélkül folytatni tudta.

## Diszkográfia
- ADC: The Mixtape That Hates You (1988)
- Dice (1989)
- The Day the Laughter Died (1990)
- Dice Rules (1991)
- 40 Too Long (1992)
- The Day the Laughter Died, Part II (1993)
- No Apologies (1993)
- Filth (1998)
- Face Down, Ass Up (2000)
- Indestructible (2012)

## Filmográfia

### Humoristaként
| Év   | Cím                                                             | Szerep | Megjegyzések                             |
| ---- | --------------------------------------------------------------- | ------ | ---------------------------------------- |
| 1981 | An Evening at the Improv                                        | önmaga |                                          |
| 1984 | Dirty Dirty Jokes                                               | önmaga | Redd Foxx vezette humorgálaműsor         |
| 1986 | Andrew Dice Clay: One Night with Dice                           | önmaga | különkiadás                              |
| 1987 | Nothin' Goes Right                                              | önmaga | Rodney Dangerfield vezette HBO-gálaműsor |
| 1989 | The Diceman Cometh                                              | önmaga | HBO-különkiadás                          |
| 1991 | Dice Rules                                                      | önmaga | koncertfilm                              |
| 1992 | Andrew Dice Clay: For Ladies Only                               | önmaga | HBO-különkiadás                          |
| 1993 | Andrew Dice Clay: No Apologies                                  | önmaga | fizetős TV-műsor                         |
| 1994 | Andrew Dice Clay and His Gang Live!The Valentine's Day Massacre | önmaga | fizetős TV-műsor                         |
| 1996 | Andrew Dice Clay: Assume the Position                           | önmaga | HBO-különkiadás                          |
| 2000 | Andrew Dice Clay: I'm Over Here Now                             | önmaga | fizetős TV-műsor                         |
| 2012 | Andrew Dice Clay: Indestructible                                | önmaga | Showtime-különkiadás                     |
| 2015 | Andrew Dice Clay presents The Blue Show                         | önmaga | Showtime-különkiadás                     |

### Filmek
| Év   | Cím                                   | Szerep                     | Megjegyzés                    |
| ---- | ------------------------------------- | -------------------------- | ----------------------------- |
| 1982 | Fűnyíró és Halloween                  | Tony Schlongini            |                               |
| 1984 | Megúszni a sulit                      | "Dice"                     |                               |
| 1984 | Mohó kopó, okos lopó                  | Tony Baroni                |                               |
| 1985 | Nyereménynyaralás (Bikinivadászok)    | Curt                       |                               |
| 1986 | Álmodj rózsaszínt                     | kidobó                     |                               |
| 1986 | Charlie Barnett's Terms of Enrollment | kemény gyerek              |                               |
| 1987 | Amazonok a Holdon                     | Frankie                    | egy jelenetben                |
| 1988 | Alkalom szüli a szexet                | Vinny                      |                               |
| 1990 | Ford Fairlane kalandjai               | Ford Fairlane              | Arany Málna-díj győztes       |
| 1993 | Agydaráló                             | Ed Malloy                  | csak videokazettán jelent meg |
| 1995 | Drágán add a halálod                  | Raymond Ulysses Brice / Oz |                               |
| 1995 | Kőkemény igazság                      | Sal bácsi                  | nem szerepel a stáblistán     |
| 1995 | The Chili Con Carne Club              | a hűtő hangja              | rövidfilm                     |
| 1995 | Három tökjó bűnbeesés                 | Richard Spencer            | tévéfilm                      |
| 1997 | The Good Life                         | Albert                     | nem mutatták be               |
| 1998 | Whatever It Takes                     | Dave Menardi               |                               |
| 1999 | Foolish                               | Ron "El Dorado Ron"        |                               |
| 2000 | Édes hatos                            | Tony Morano                |                               |
| 2000 | Végzetes pont                         | Frankie                    |                               |
| 2001 | Érzéki csalódás                       | Utah / Elmo                |                               |
| 2012 | JJ Star... How Embarrassing           | önmaga                     |                               |
| 2013 | Blue Jasmine                          | Augie                      |                               |
| 2013 | Tosh.0                                | önmaga                     |                               |
| 2015 | Törtetők                              | önmaga                     |                               |
| 2018 | Csillag születik                      | Lorenzo                    |                               |
| 2023 | God Is a Bullet                       |                            |                               |

### Sorozatok
| Év        | Cím                            | Szerep                                | Megjegyzés |
| --------- | ------------------------------ | ------------------------------------- | ---------- |
| 1982      | M*A*S*H                        | Corporal Hrabosky                     | 1 epizód   |
| 1982–1983 | Diff'rent Strokes              | Larry                                 | 2 epizód   |
| 1986–1988 | Crime Story                    | Max Goldman                           | 13 epizód  |
| 1995–1996 | Bless This House               | Burt Clayton                          | 16 epizód  |
| 1997      | Hitz                           | Jimmy Esposito                        | 10 epizód  |
| 1997      | Fecsegő tipegők                | vízvezetékszerelő                     | 1 epizód   |
| 1998      | Dharma és Greg                 | önmaga                                | 1 epizód   |
| 2003      | Tough Crowd with Colin Quinn   | önmaga                                | 1 epizód   |
| 2007      | Dice: Undisputed               | önmaga                                | 6 epizód   |
| 2008      | Down and Dirty with Jim Norton | önmaga                                | 1 epizód   |
| 2011      | Törtetők                       | önmaga                                | 5 epizód   |
| 2011      | Nevelésből elégséges           | önmaga                                | 1 epizód   |
| 2012      | That Metal Show                | önmaga                                | 1 epizód   |
| 2013      | Feketelista                    | Abraham Maltz                         | 1 epizód   |
| 2015      | TripTank                       | Grant / Paulie / Frankie / telefonáló | 3 epizód   |
| 2016      | Bakelit                        | Frank "Buck" Rogers                   | 1 epizód   |
| 2016–2017 | Dice                           | önmaga                                | 13 epizód  |
| 2017      | My Kitchen Rules               | önmaga                                |            |
| 2018      | Hap and Leonard                | Sonny Knox                            | 6 epizód   |
| 2021      | Gravesend                      | Rinaldo                               | 2 epizód   |
| 2022      | Pam és Tommy                   | Louis 'Butchie' Peraino               | 2 epizód   |

## Forráshivatkozások
1. ↑  Internet Movie Database (angol nyelven). Internet Movie Database . (Hozzáférés: 2015. augusztus 13.)
2. ↑  Discogs (angol nyelven). Discogs . (Hozzáférés: 2017. október 9.)
3. ↑  http://razzies.com/asp/content/XcNewsPlus.asp?cmd=view&articleid=30. (Hozzáférés: 2019. december 4.)
4. ↑  Brennan, Rovi, Sandra: Andrew Dice Clay. AllMovie / Rovi. [2014. április 13-i dátummal az eredetiből archiválva]. (Hozzáférés: 2014. október 5.)
5. 1 2 3 4  
Comic in 1-man-show at Dunes. Los Angeles Times
6. ↑  Six Comics Aziz Ansari Is Joining as Madison Square Garden-Worthy, 2014. június 12. [2016. január 4-i dátummal az eredetiből archiválva]. (Hozzáférés: 2016. január 7.)
7. ↑  Klausner, Maya: Andrew Dice Clay, The King Of Comedy Reclaims His Throne. The New York Jewish Week, 2014. november 11. [2015. december 22-i dátummal az eredetiből archiválva]. (Hozzáférés: 2015. december 15.)
8. ↑  Zinoman, Jason: Andrew Dice Clay Returns, With at Least Two Personalities Showing. New York Times, 2016. április 8.
9. ↑  Andrew Dice Clay: 'I Never Set Out to Be a Comedian'. Rolling Stone. [2017. szeptember 30-i dátummal az eredetiből archiválva]. (Hozzáférés: 2021. március 15.)
10. ↑  „Intelligencer: Facts on File from All Over”, New York, 1990. november 26., 12. oldal (Hozzáférés: 2014. október 5.)
11. ↑  By Armin Rosen, April 07, 2016, Tablet
12. ↑  Know Dice: The real story of Andrew Dice Clay. Brooklyn Paper
13. ↑  Andrew Dice Clay Biography. TVGuide.com. (Hozzáférés: 2013. január 13.)
14. 1 2 3 4  Andrew Dice Clay Biography (1957–). Filmreference.com. (Hozzáférés: 2014. október 5.)
15. ↑  Andrew Dice Clay on Charlie Sheen: No Description Needed, 2011. március 21. (Hozzáférés: 2012. október 11.)
16. ↑  Dice takes his chops. Philadelphia Daily News/Newspapers.com
17. 1 2 3 4  In Search of the Real Andrew Dice Clay. Los Angeles Times
18. 1 2 3 4  A Dicey situation. The Des Moines Register/Newspapers.com
19. ↑  The Los Angeles Times 03 Jun 1990, page Page 638 (angol nyelven). Newspapers.com. (Hozzáférés: 2023. július 28.)
20. 1 2  „The Dice man cometh”, The Journal News , 1991. december 12., 5. oldal (Hozzáférés: 2018. április 14.)
21. ↑  The Tampa Tribune 11 Mar 1994, page 113 (angol nyelven). Newspapers.com. (Hozzáférés: 2023. július 28.)
22. ↑  „Andrew Dice Clay - The Day the Laughter Died Album Reviews, Songs & More | AllMusic” (angol nyelven).
23. ↑  July 27, Joyce Carol Oates Updated: Andrew Dice Clay's outrageous comedy (angol nyelven). EW.com. (Hozzáférés: 2023. július 28.)
24. ↑  Ignon, Lance: Clay on Good Behavior on 'SNL'--Almost : Television: Comedian's appearance on NBC show brings protests and higher overnight ratings. (amerikai angol nyelven). Los Angeles Times, 1990. május 14. (Hozzáférés: 2023. július 28.)
25. ↑  Hall, Jane: O'Connor Won't Sing on 'SNL' in Protest Over Andrew Dice Clay (amerikai angol nyelven). Los Angeles Times, 1990. május 10. (Hozzáférés: 2023. július 28.)
26. ↑  The Dispatch 10 Mar 1991, page 35 (angol nyelven). Newspapers.com. (Hozzáférés: 2023. július 28.)
27. ↑  Lincoln Journal Star 01 Jul 1993, page 9 (angol nyelven). Newspapers.com. (Hozzáférés: 2023. július 28.)
28. ↑  Northwest Herald 31 Aug 1991, page Page 8 (angol nyelven). Newspapers.com. (Hozzáférés: 2023. július 28.)
29. ↑  Democrat and Chronicle 28 Jul 1995, page Page 24 (angol nyelven). Newspapers.com. (Hozzáférés: 2023. július 28.)
30. ↑  The Los Angeles Times 17 Nov 2000, page Page 210 (angol nyelven). Newspapers.com. (Hozzáférés: 2023. július 28.)
31. ↑  „Once Notorious, Now Just Trying Not to Be Invisible (Published 2007)”, 2007. március 3. (Hozzáférés: 2023. július 28.) (angol nyelvű)
32. ↑  Andrew Dice Clay Talk Celebrity Apprentice On the howard stern show. Howard Stern Show, 2009. március 3. (Hozzáférés: 2023. július 28.)
33. ↑  Ng, Philiana: ‘Entourage’ Books Andrew Dice Clay for Final Season (amerikai angol nyelven). The Hollywood Reporter, 2011. március 28. (Hozzáférés: 2023. július 28.)
34. ↑  Archivált másolat. [2018. szeptember 13-i dátummal az eredetiből archiválva]. (Hozzáférés: 2023. július 28.)
35. ↑  „Does Society Need Andrew Dice Clay? (Published 2019)”, 2019. január 26. (Hozzáférés: 2023. július 28.) (angol nyelvű)
36. ↑  Cruz, Aceli: Interview: Andrew "Dice" Clay. The Village Voice, 2009. január 15. [2010. április 13-i dátummal az eredetiből archiválva]. (Hozzáférés: 2021. március 15.)
37. ↑  Andrew Dice Clay focuses on fatherhood. USA Today
38. ↑  Duke, Alan: Andrew Dice Clay is back with 'no apologies'. CNN, 2012. december 29. [2013. június 29-i dátummal az eredetiből archiválva]. (Hozzáférés: 2014. október 5.)
39. ↑  Interview: Andrew Dice Clay/ Max Silverstein. WTF with Marc Maron Podcast
40. ↑  Interview: Andrew Dice Clay. Awkward Silence 2.1, Vegas Video Network
41. ↑  Andrew Dice Clay weds Valerie Vasquez in Las Vegas. Las Vegas Sun
42. ↑  Andrew Dice Clay Files for Divorce. People
43. ↑  Grow, Kory: Andrew Dice Clay on 'Dice' and How He Pleases Women. Rolling Stone, 2016. április 13. (Hozzáférés: 2020. április 15.)
44. ↑  ANDREW DICE CLAY SHOW SHOULD OFFEND EVERYBODY
45. ↑  Andrew Dice Clay and His Gang Live! The Valentine's Day Massacre (1993). IMDb
46. ↑   The wild, untold story of The Good Life (2017. február 11.)
47. ↑  Sony Pictures Classics Acquires Woody Allen's Blue Jasmine. Sony Pictures, 2013. január 8. (Hozzáférés: 2013. január 9.)
48. ↑  Andrew Dice Clay In Negotiations To Join 'A Star Is Born' In Key Role. Deadline , 2017. március 23. (Hozzáférés: 2017. március 23.)